# جبل خروف
جبل خروف (بالعبرية: הר חריף) أو رأس خروف وأطلقت عليه هذه التسمية لأنه وجده عليه آثارًا تعود الحضارة الخروفية، وهو جبل يبلغ ارتفاعه 1012 مترًا (3320 قدمًا) يقع في صحراء النقب جنوب فلسطين التاريخية.
يقع الجبل وسط صحراء النقب على الحدود مع مصر حيث يبعد عن الحدود المصرية مسافة 12كم ويبعد مسافة 86 كم عن جنوب غرب بئر السبع و112 كم عن شمال غرب إيلات، وهو الثاني من بين جبال النقب في الارتفاع وذلك بعد جبل رأس الرمان. يوجد على الجبل قاعدة عسكرية تابعة لجيش الاحتلال الإسرائيلي، وذلك لموقعه الاستراتيجي على الحدود المصرية.